# 隋玲
隋玲（Xina Sui，1991年11月7日—），台灣女藝人，模特兒，演員，獨立樂團輕晨電的主唱。。

## 演出作品

### 戲劇
| 首播日期 | 播出頻道     | 劇名                 | 飾演             | 備註 |
| -------- | ------------ | -------------------- | ---------------- | ---- |
| 2013年   | 公視         | 《沒有名字的甜點店》 | 地下樂團主唱     | 客串 |
| 2016年   | LINE TV      | 《迷徒Chloe》        | Rex團員          | 客串 |
| 2017年   | 緯來         | 《胸性大發》         | 雅拉學姊         |      |
| 2017年   | 公視         | 《林投記》           | 林投姐           |      |
| 2017年   | 中天         | 《阿青，回家了》     | 受害家屬聯盟代表 |      |
| 2017年   | 愛奇藝、KKTV | 《瑪麗蘇遇上傑克蘇》 | 白雪             |      |
| 2018年   | CHOCO TV     | 《秘密情人》         | 崔世新           |      |
| 2019年   | 八大、台視   | 《我們不能是朋友》   | 布蘭             |      |

### 電影
- 2014年 嫐
- 2015年 姈姈 《女主角》
- 2017年 林投記

### 舞台劇
- 2016年 釵 CHAI PARTY，飾：薛寶釵 [2]
- 2016年 孟喬森
- 2016年 台大藝術季演出

```
                     ATT4FUN開幕表演
                     台中樂團節
                     嘉義十八銅人搖滾音樂季
```

### 網路短片
- Eelin Cue《Ep.2 - Make-Up 你是大藝術家》[3]
- 噪咖《情比姐妹深 EP02 - 只有妳知道》飾演姐姐[4]
- Gino脖子《試鏡會遇到的十種人》[5]
- Eelin Cue《Ep.11 - 台語好難喔之你說我猜part.2》[6]
- 噪咖《白目男孩的困擾-只有你知道》飾演女老師 [7]

### 廣告
- 2011年 光泉鮮豆漿 《實驗室篇》
- 2011年 Canon 10週年
- 2017年 RO仙境傳說：復興 《主播篇》

### MV
- 2016 BOi！《隨時隨時》女主角[8]

## 演出經歷
- 2011 世貿新一代設計展表演

台中老樣藝廊創作聯展暨不插電
台北中山文化創意基地表演
高雄夢時代原形廣場夢想音樂會
台北高雄國際啤酒節表演
- 2012 金曲音樂節

StreetVoice 大登陸校園巡迴
熱湯計畫公益活動
簡單生活節
- 2013 高雄義大跨年演唱會
- 2014 嘉義市政府跨年演唱會
- 2015 T-Fest明日音樂季

台中市政府跨年演唱會

## 代言
| 年份   | 品牌     | 備註           |
| ------ | -------- | -------------- |
| 2015年 | JINS眼鏡 | 輕晨電全員代言 |

## 書籍作品
- 2016年《輕晨電的六年三夜》－凱特文化

## 外部連結
- 隋玲的Facebook專頁
- 隋玲XINA的新浪微博
- 隋玲 Instagram